# 栗山夢衣
栗山 夢衣（くりやま むい、1988年2月24日 - ）は、日本のタレント、アイドル。神奈川県出身。旧芸名は桜井 桃花。アットエンターテイメント株式会社所属。

## 人物・来歴
- 芸歴は桜井桃花時代、「いちご姫withいちごダンサーズ」のダンサー「いちごくりぃーむ」としての活動から事実上始まっている。
- いちご姫withいちごダンサーズは、いわゆるアキバ系でのライブ活動が多いことから、栗山夢衣もヲタ芸を打つことができる。
- アキバ系デンパンクユニット「FICE」の楽曲『夢旅』に合わせるヲタ芸「くりぃむロマンス（くりロマ）」を創始した。
- 特技は「セルフ亀甲縛り」。「ゴム手袋鼻息割り」（医療用ゴム手袋を頭から被り、鼻息で膨らませて割る）
- タレントの小倉優子のファンである。インタビューで、「友人にはよく、声質が似ているといわれる。ファン向けのトレーディングカードの握手会などに参加し続けるうちにのめり込み、立派なオタクになった。顔立ちから物の考え方まで、すべてが好きなんです」と発言している[1]。2011年11月に上演された舞台『時空警察ヴェッカーχ ノエルサンドレ』では、テレビ朝日のドラマ『時空警察ヴェッカーD-02』で小倉が演じた「時空刑事アム」の親友「時空看護師MUI」役として、同シリーズの歴代時空刑事とともに日替わりゲストとして出演した[2]。
- 2010年11月17日放送の『おねだりマスカットDX!』に恵比寿マスカッツとして参加[3]。同年12月に行われた恵比寿マスカッツコンサートに出演し、その中でマスカッツ4期生オーディションに落選していたことを告白した。
- 恵比寿マスカッツのメンバーでは、特に織井遙菜と仲が良く、移動のバスなどではよく隣に座る。また、恵比寿マスカッツのシングル「スプリングホリデー」のプロモーションビデオ内でも隣に座っている。
- 2012年6月1日、以前の所属事務所であったメタルボックスから杉本彩が代表取締役を務めるオフィス彩に移籍した。さらに、アットエンターテイメント株式会社に移籍したことが、2013年4月10日に同社スタッフのブログにて報告された[4]。
- 恵比寿マスカッツは2013年4月に解散。
- 2013年1月、ロンドンブーツ1号2号・田村淳のプライベート企画として発足したアイドルグループ、スルースキルズに参加。一期生（結成メンバー）である。
- 2014年12月、スルースキルズの6thワンマンライブにてスルースキルズ卒業を発表。後日卒業ライブやセレモニーなどを行うのは性に合わないという本人の意思で、即日卒業となった。
- 2016年8月に、2017年4月15日に出発するハワイへのツアーをてるみくらぶで申し込み、6人分約87万円を支払ったが、てるみくらぶの倒産により、ハワイ行きは中止となった。栗山曰く「（てるみくらぶの山田千賀子）社長を縛ってやりたい」[5]。
- 2月2日、元AKB48の中田ちさととユニットを組むことが発表された[6]。ユニット名は一般公募で「Floche Cream」（フロッシュクリーム）と命名された。4月6日、1stシングル『初恋2ショット』でデビュー。
- 現在は、梶原雄太（キングコング）のYouTubeチャンネル『カジサックの部屋』の動画編集を担当している[7][8]。

## 出演

### テレビ
- アドレな!ガレッジ（2007年8月28日、テレビ朝日）
- ダチョ・リブレ（2007年9月9日、テレ朝チャンネル）
- 全力坂！（2008年2月4日、テレビ朝日）
- Touch! eco 2008 明日のために…55の挑戦?スペシャル（2008年6月8日、日本テレビ）
- 努くん（2008年6月7・14・21・28日、テレビ埼玉・千葉テレビ）
- さまぁ〜ず式（2008年12月9日、TBS）
- オビラジR（2008年12月11日、TBS）
- あらびき団（2009年1月14日、TBS）
- 夜明けのマルシェ（2009年1月24・27日、日本テレビ）
- SmaSTATION!!Presents SMAP☆がんばりますっ!!（2009年1月31日、テレビ朝日）
- 木村拓哉の全力坂（2009年4月4日、テレビ朝日）
- ホリさまぁ〜ず（2009年6月30日、TBS）
- 『ぷっ』すま（2009年7月21日・12月22日、テレビ朝日） - 「ザ・ギリギリマスター」
- ウェルカムTV（2009年12月13日、テレビ東京）
- アリケン（2009年12月5日、12月12日・2010年2月27日、3月6日、テレビ東京）
助川まりえ、美月あかり、望月香織と「アリケリング!!!!」を結成。
- 恋するビリボー&コスプレ大作戦!（2010年1月21日、MONDO21）
- 笑う妖精（2010年2月13日、テレビ朝日）
- お願い!ランキング（2010年2月19日、テレビ朝日）
- マルさまぁ〜ず（2010年5月19日、TBS）
- 不可思議探偵団（2010年7月19日、日本テレビ）
- めちゃ×2イケてるッ!（2010年10月9日・2011年9月17日、フジテレビ）
「新メンバーオーディション」でファイナリストの10組に選ばれるが、落選。
- おねだりマスカットDX!（2010年11月17日 - 2011年9月28日、テレビ東京）
- 夜遊び三姉妹（2010年11月18日、日本テレビ）
- 必殺!モンスター仕分け（2010年12月17日、朝日放送）
- 魁!音楽番付（2010年12月22日、フジテレビ）
- おとなのびっくりは〜いすくーる（2011年1月4日 - 2012年3月26日、日本海テレビ）
- ゴッドタン〜The God Tongue 神の舌〜（2011年2月9日、テレビ東京） - 「怒りオネエ」ゲスト
- 業界LOVE STORY〜だからテレビはおもしろい〜（2011年5月4日、東海テレビ）
- おねだりマスカットSP!（2011年10月5日 - 2013年3月30日 、テレビ東京）
- 特命係長 只野仁ファイナル 第1夜（2012年1月6日、テレビ朝日）
- おもしろ言葉ゲーム OMOJAN（2012年5月22日、フジテレビ）
- 小力の小部屋　第158回（2013年5月22日、マシェリバラエティ、ニコニコ生放送、スカパー!275ch） - 共演：長州小力
- クイズ30〜団結せよ!〜（2014年9月14日、フジテレビ）
- 凛とジェシカのファイト一発#23（2015年5月、エンタ!959）
- パチFUN!（2016年12月21日、12月28日、2017年1月4日、びわ湖放送） - パチパチおみやげっチュウ!コーナー。共演:ノッチ
- 中居正広のミになる図書館（2017年7月3日、テレビ朝日）

### 映画
- まいっちんぐマチコ先生 無敵のおっぱい番長（2009年7月）カオリ役

### 舞台
- 悲しみにてやんでい 劇団うわの空・藤志郎一座（2009年10月）
- 時空警察ヴェッカーχ ノエルサンドレ（2011年11月3日、荻窪かいホール） - 時空看護師MUI 役

### ウェブサイト
- 日刊ゲンダイ「@失礼します」（2007年12月25日）
- 「女子アナ水着NEWS」 - 女子アナ第11期生（2008年5月 - 10月）
- あっ!とおどろく放送局「出たい!作りたい!局員大集合!!」（2008年11月16日）
- 「勝ち抜き!アイドル天国!!ヌキ天」ヌキフェスVol.2 （2008年12月24日）
- 「美人時計」（2008年12月24日 21時20分 - 21時23分）
- 「プリンセスコレクション」（2009年10月27日 - ）
- 「恋するビリボー&コスプレ大作戦!」2009年11月7日 - ）
- 「sabra TV」（2010年2月18日 - ）
- 中村愛の失礼ですが何か？ #3 （2013年6月4日、ニコジョッキー）
- カンニング竹山の土曜The NIGHT（2020年11月29日[9]、ABEMA）

### ラジオ
- 栗山夢衣の初体験ラジオ「ちょ〜ふあんです。」（2013年1月 - 2019年9月[10]、調布FM）
- オレたちゴチャ・まぜっ!〜集まれヤンヤン〜（2013年4月20日 - 2014年4月12日、MBSラジオ）

## ライブ
- 「ART OF LIFE」（渋谷ルイードK2）
- 「ツキカゲ★杯 Vol.2〜春の風を巻き起こせ!20分一本勝負!!〜」
- 「AAA Attack Akiba Artist」
- 「恵比寿マスカッツ2ndコンサート にやにや修学旅行〜バナナはおやつじゃないよ 2010冬〜」（2010年12月5日：Zepp Osaka、12月9日：Zepp Tokyo）
- 星野明日香バースデーライブ目黒（2018年12月2日、東京・目黒カラオケラウンジカフー）[11]

## その他
- 読売新聞夕刊「恋ナビ対決」（2007年10月10日、11月14日、11月28日）
- 日刊ゲンダイ「@失礼します」（2007年12月25日）
- 読売新聞夕刊「ムチャぶり大作戦」（2008年2月13日、5月21日、8月6日）
- 読売新聞夕刊「注目ワードコーナー」（2009年4月1日、5月13日、7月29日、11月11日）

## DVD
- 萌えだく（2008年8月7日、スターシップエンターテイメント）
- 亀甲少女（2011年2月25日、竹書房）